# Arleux-en-Gohelle
Arleux-en-Gohelle is een gemeente in het Franse departement Pas-de-Calais (regio Hauts-de-France). De plaats maakt deel uit van het arrondissement Arras. Arleux-en-Gohelle telde op 1 januari 2022 933 inwoners.

## Geografie
De oppervlakte van Arleux-en-Gohelle bedroeg op 1 januari 2022 6,27 vierkante kilometer; de bevolkingsdichtheid was toen 148,8 inwoners per km².

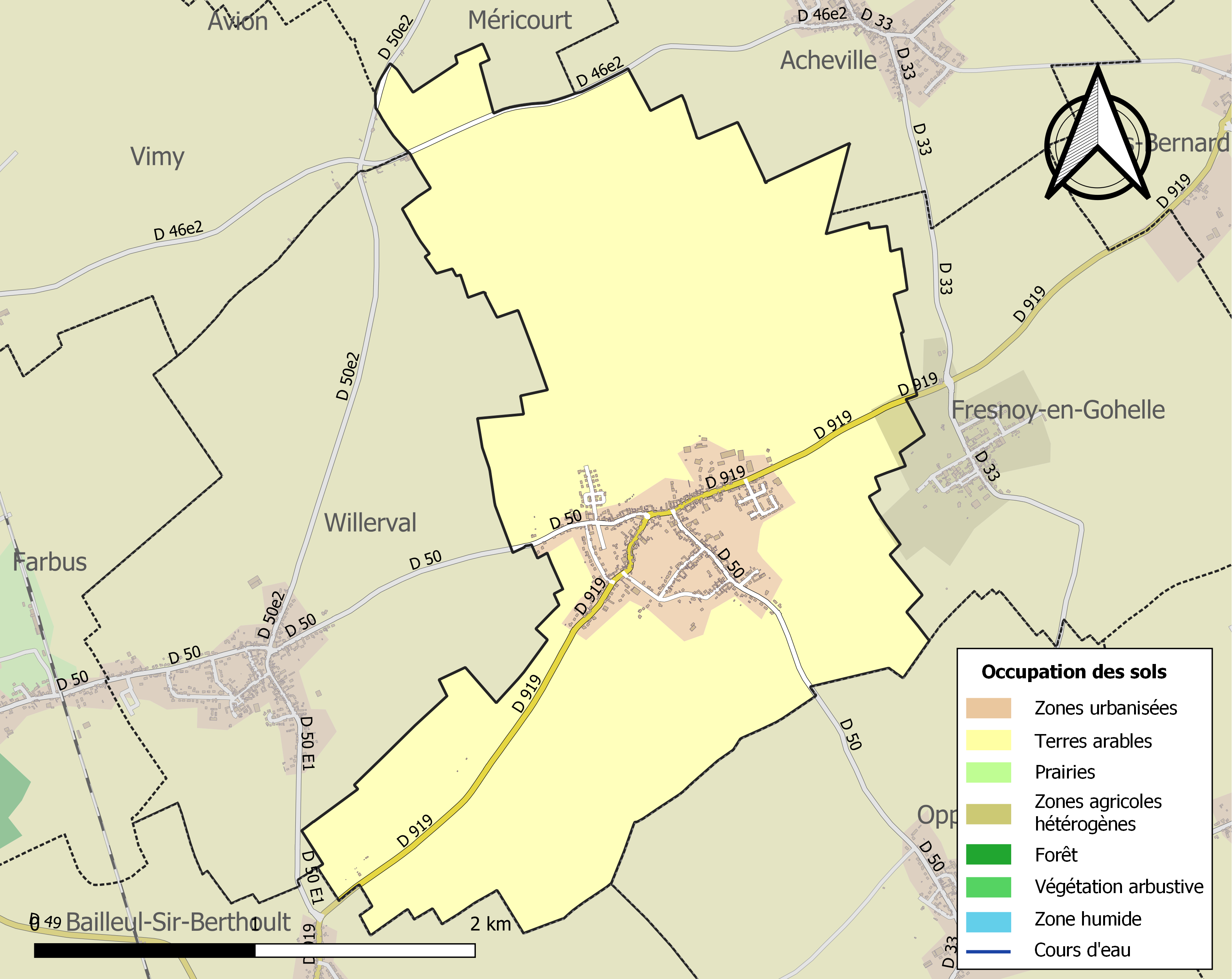
Kaart van de gemeente met belangrijkste infrastructuur, bodemgebruik en omliggende gemeenten

## Demografie
Onderstaande figuur toont het verloop van het inwonertal (bron: INSEE-tellingen).